# Gare de Savonlinna
La gare de Savonlinna (en finnois : Savonlinnan rautatieasema) est une gare ferroviaire finlandaise située à Savonlinna.

## Situation ferroviaire
La gare est située sur la voie ferrée Huutokoski–Parikkala.